# Yajiang
För andra betydelser, se Yajiang (olika betydelser).
Yajiang, tidigare stavat Yakiang, är ett härad i den tibetanska autonoma prefekturen Garzê i Sichuan-provinsen i sydvästra Kina.